# Nagyhódos
Nagyhódos is een plaats (község) en gemeente in het Hongaarse comitaat Szabolcs-Szatmár-Bereg. Nagyhódos telt 131 inwoners (2001).